# Núi Voi (phường)
Núi Voi là một phường thuộc thị xã Tịnh Biên, tỉnh An Giang, Việt Nam.

## Địa lý
Phường Núi Voi nằm ở phía đông nam thị xã Tịnh Biên, có vị trí địa lý:
- Phía đông giáp huyện Châu Phú
- Phía tây giáp phường Chi Lăng
- Phía nam giáp xã Tân Lợi
- Phía bắc giáp xã Vĩnh Trung.

Phường Núi Voi có diện tích 15,20 km², dân số năm 2022 là 5.341 người, mật độ dân số đạt 351 người/km².

## Hành chính
Phường Núi Voi được chia thành 3 khóm: Mỹ Á, Núi Voi, Voi 1.

## Lịch sử
Trước đây, Núi Voi là một xã thuộc huyện Tịnh Biên.
Xã Núi Voi được thành lập vào ngày 17 tháng 10 năm 2003 trên cơ sở 1.225 ha diện tích tự nhiên và 4.387 người của thị trấn Chi Lăng.
Ngày 13 tháng 2 năm 2023, Ủy ban Thường vụ Quốc hội ban hành Nghị quyết số 721/NQ-UBTVQH15 (nghị quyết có hiệu lực từ ngày 10 tháng 4 năm 2023). Theo đó, thành lập thị xã Tịnh Biên và thành lập phường Núi Voi thuộc thị xã Tịnh Biên trên cơ sở toàn bộ 15,20 km² diện tích tự nhiên, 5.341 người của xã Núi Voi.